# Opuzen
Opuzen (Italiaans: Fort'Opus of Forte Opuseo) is een stad in de Kroatische provincie Dubrovnik-Neretva. Opuzen telt 3242 inwoners.

## Galerij

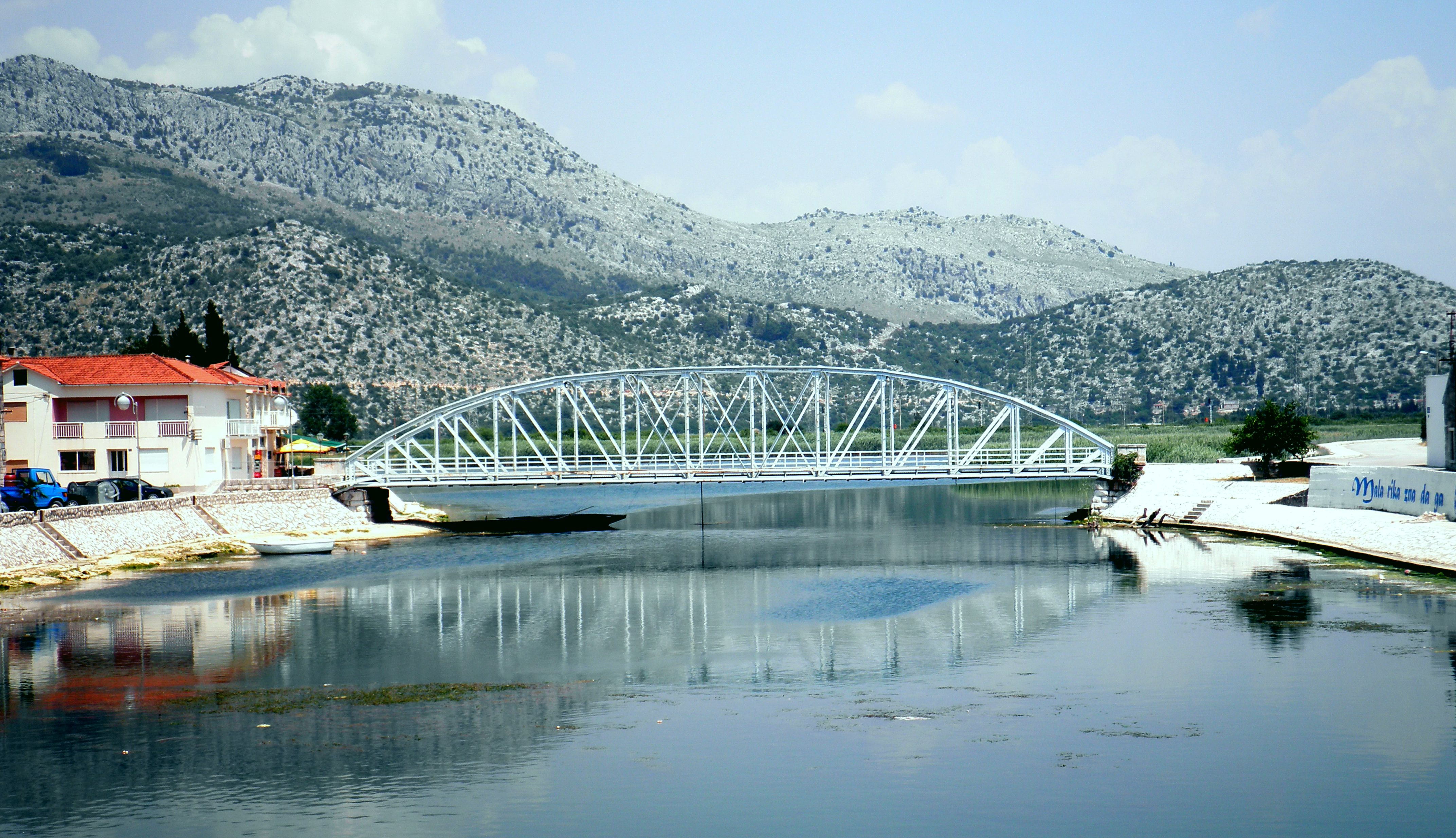
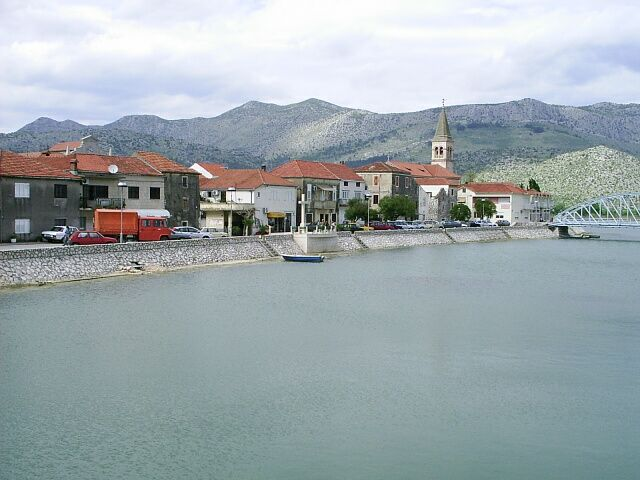
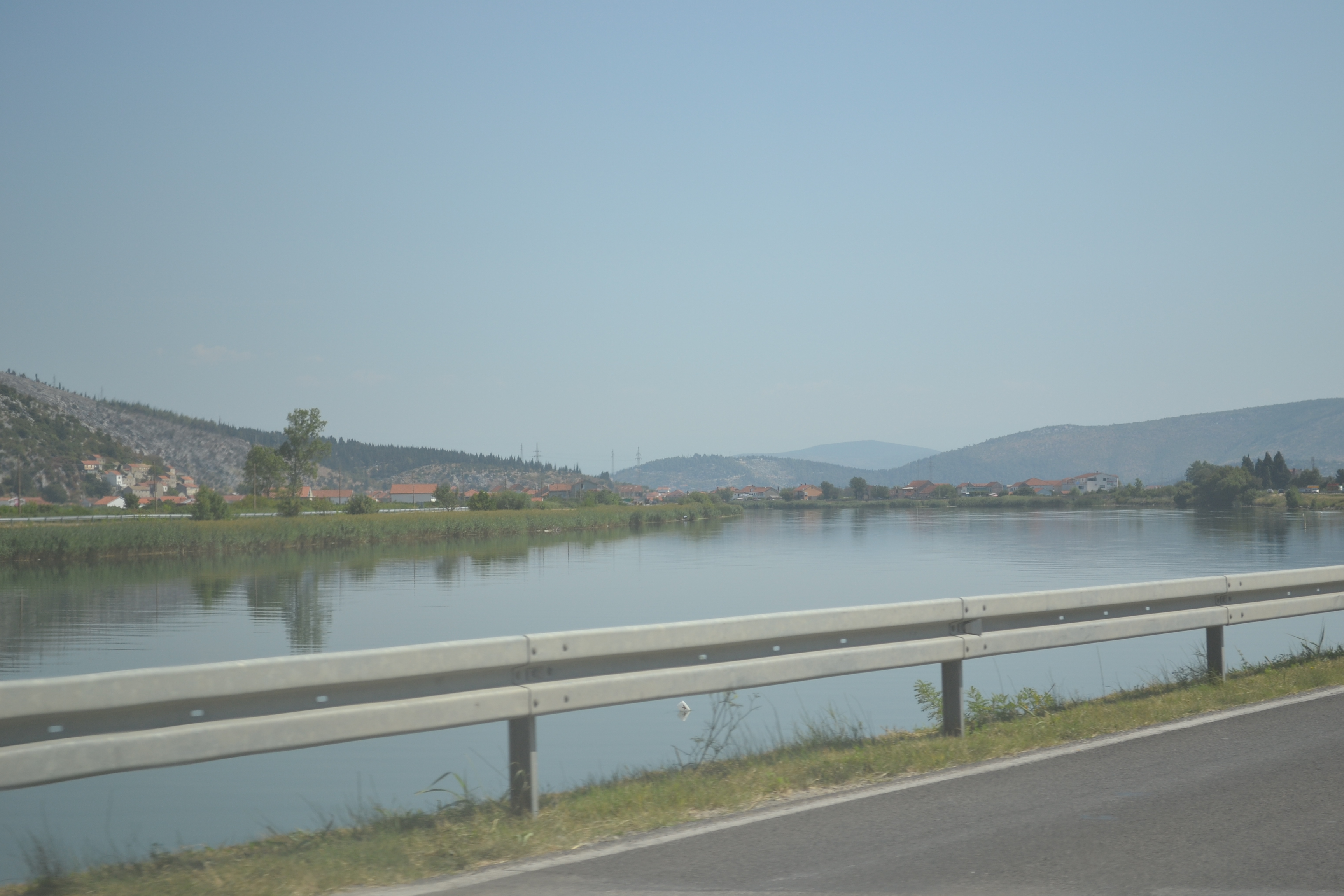
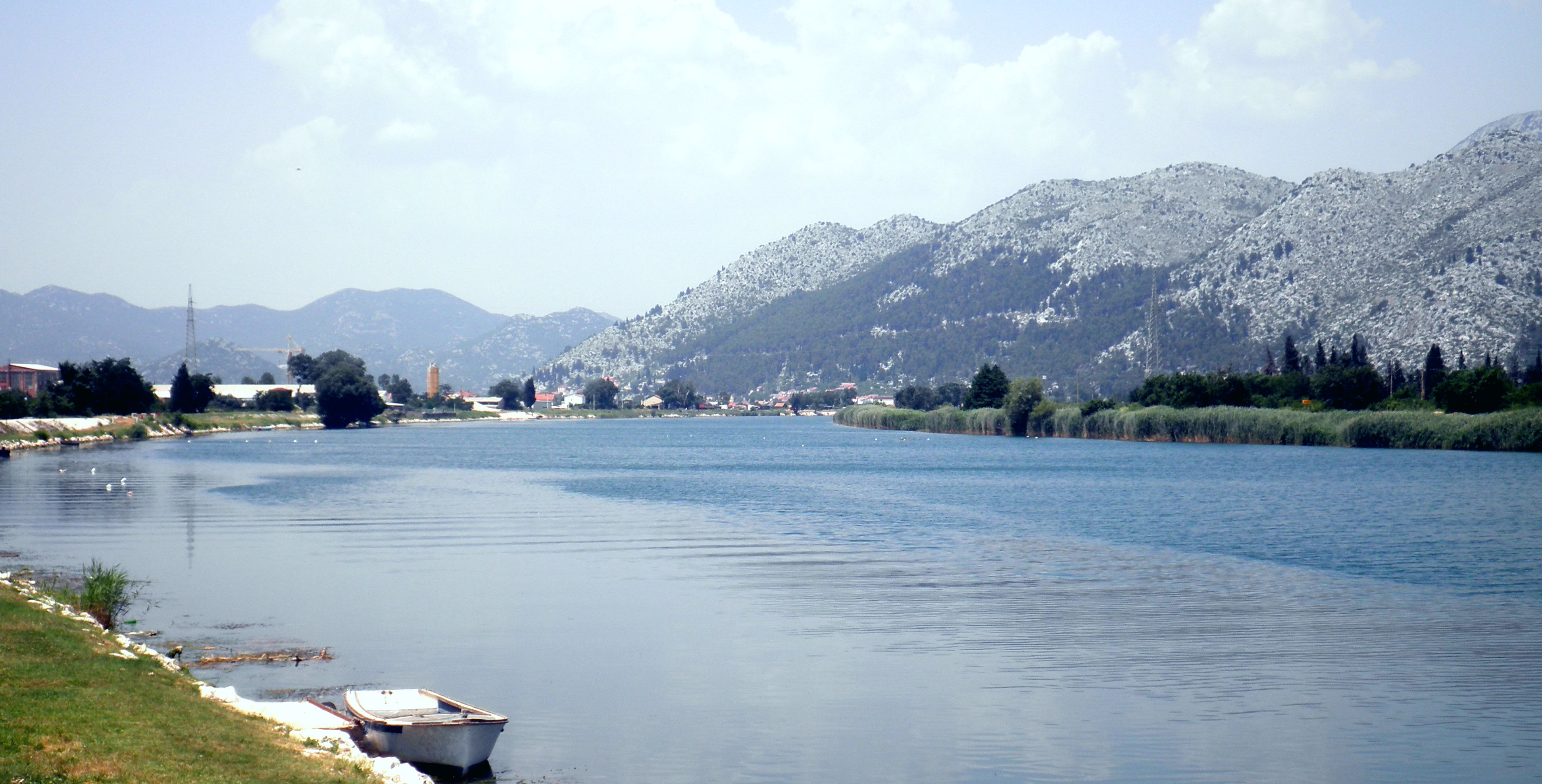

Steden (gradovi): Dubrovnik · Korčula · Metković · Opuzen · Ploče

Gemeenten (općine): Blato · Dubrovačko Primorje · Janjina · Konavle · Kula Norinska · Lastovo · Lumbarda · Mljet · Orebić · Pojezerje · Slivno · Smokvica · Ston · Trpanj · Vela Luka · Zažablje · Župa Dubrovačka